# CaSSIS

Научный инструмент CaSSIS

CaSSIS (англ. Colour and Stereo Surface Imaging System) — один из четырёх научных инструментов орбитального модуля TGO международного проекта «ExoMars 2016».
CaSSIS предназначен для съёмки поверхности Марса на участках, которые до этого были обследованы инструментами ACS и NOMAD, так же расположенных на TGO, и заинтересовавшие исследователей. Инструмент CaSSIS был разработан в Бернском университете (Берн, Швейцария) с участием научных организаций Польши и Италии.

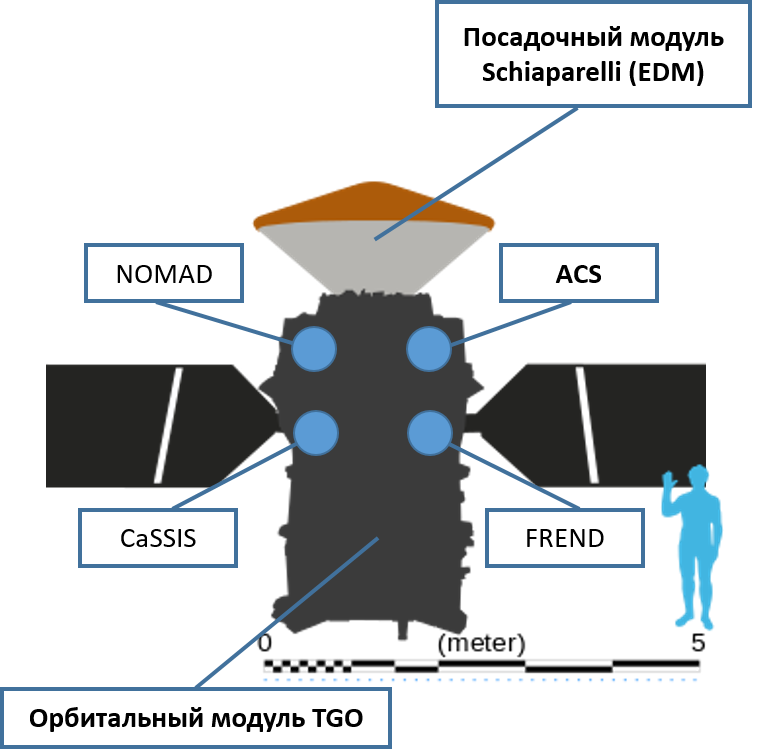
Расположение инструмента CaSSIS и других научных инструментов на орбитальном модуле TGO

## Состав инструмента
CaSSIS представляет собой телескоп, выполненный по схеме трёхзеркального анастигмата. Фокусное расстояние телескопа 880 мм, апертура — 135 мм, угловое разрешение составляет 5х10−6 рад (1"), поле зрения — 1,34х0,88°. Размер матрицы детектора 2048х2048, на которую проецируется четыре изображения размером 2048х256. Частота работы матрицы 5 мГц, время экспозиции 419 мс, время между экспозициями 319 мс.
Прибор воспринимает изображение в трёх участках спектра:
- Pan — центр 650 нм с шириной полосы 250 нм;
- ИК — центр 950 нм с шириной полосы 150 нм;
- Ближний ИК — центр 850 нм с шириной полосы 120 нм;
- Синий-зелёный — центр 475 нм с шириной полосы 150 нм.

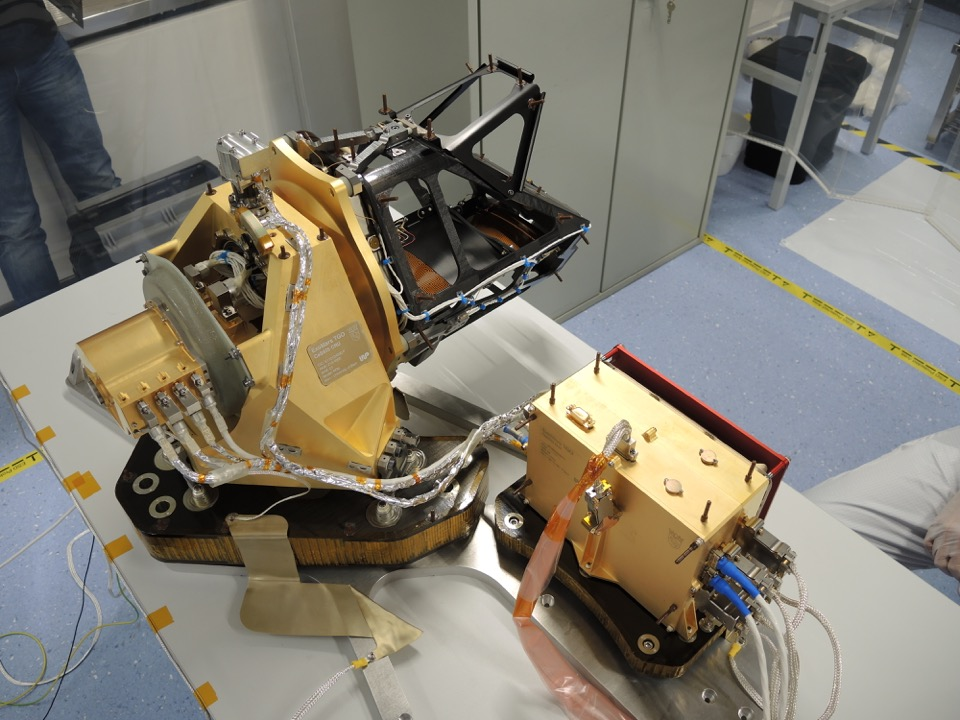
Полётный образец инструмента CaSSIS во время тестирования.

Телескоп собран на углепластиковом каркасе, который обрамляет оптические элементы. Изображение фиксирует гибридный детектор с четырьмя светофильтрами. Телескоп смонтирован на поворотном механизме, который позволяет за короткое время изменять направление наблюдения на угол до 180°.
Блок управляющей электроники находится отдельно от CaSSIS и располагается на поверхности TGO.

## Научные цели
Основная научная задача CaSSIS — цветная стереоскопическая съёмка планеты. Съёмка будет проводиться с целью поиска динамических процессов на поверхности (например, вулканизм, эрозия, сублимация). Кроме этого, будут исследоваться потенциальные источники газов, которые будут указываться по результатам работы инструментов NOMAD и ACS. Дополнительной целью является съёмка локаций потенциальной посадки спускаемого аппарата миссии «ExoMars 2018». Наклонение орбиты TGO составляет 74° к экватору Марса, что позволяет обследовать большую часть поверхности, кроме полярных областей. В год будет сниматься около 2 % поверхности и большинство снимков будет стереоскопическими. Инструмент CaSSIS позволяет делать изображения с пространственным разрешением 4,6 м на пиксель с высоты орбиты 400 км. Это разрешение превосходит все предыдущие, кроме разрешения инструмента HiRISE (англ. High Resolution Imaging Science Experiment) миссии Mars Reconnaissance Orbiter. Благодаря стереосъёмке инструмент позволяет создавать объёмные изображения с вертикальным разрешением около 6 метров.
Стереоизображение участка поверхности производится во время съёмки под разными углами во время движения по орбите. Привод телескопа позволяет компенсировать вращение модуля TGO, а также позволяет делать стереопары изображений. Для этого CaSSIS делает первый снимок развернувшись на 10° вперёд, а затем, развернувшись на 10° назад, делает второе изображение.
В отличие от аппаратов NASA, TGO не будет вращаться на солнечно—синхронной орбите, что даёт возможность наблюдать динамические процессы на поверхности Марса в течение марсианских суток и марсианского года.

## Эксплуатация и результаты исследований
Получение и первичная обработка данных будет проходить через Европейский центр управления космическими полётами (Дармштадт, Германия) и Европейский центр космической астрономии (Вильянуэва-де-ла-Каньяда, Испания). Оттуда данные поступают в Берн, где проходят обработку и анализ. Руководитель программы CaSSIS заявил, что результаты съёмок будут представляться в открытый доступ не позже, чем через три месяца после получения первичных данных.
7 апреля 2016 года были сделаны первые два снимка случайного участка южной части небесной сферы. Целью снимков была проверка инструмента CaSSIS и его приводного механизма.
13 июня 2016 года CaSSIS провёл первую съёмку Марса. Снимок был произведён на расстоянии 41 миллион километров при разрешении 460 км на пиксель.

## История создания
Начало проекта CaSSIS было положено в 2010 году в рамках совместного проекта ЕКА и НАСА. Университеты штата Аризона (Финикс, США) и Берна (Берн, Швейцария) предложили создать систему съёмки поверхности HiSCI. После прекращения совместного Американо-Европейского проекта исследования Марса, университет штата Аризона прекратил работу в этом направлении. Бернскому университету пришлось взять всю работу по проекту на себя и разработать инструмент, получивший название CaSSIS. У швейцарских учёных было жёсткое ограничение по времени: два года. Сложность ситуации заключалась в отсутствии времени для разработки нового уникального оборудования, тестирования и настройки. Например, изготовление первичного зеркала телескопа требовало 14 месяцев. Выход был найден в использовании задела от других проектов: было использовано оборудование от миссии ЕКА—JAXA BepiColombo — SIMBIO-SYS. Это решение заставило пересмотреть состав прибора и вынудило искать новые решения, что привело к появлению CaSSIS.
Разработка и окончательная сборка инструмента CaSSIS была проведена в университете Берна. Телескоп создавался на швейцарском предприятии RUAG Space, детекторы и электронные компоненты произведены итальянской компанией SELEX при участии университета Падуи. Центр космических исследований в Варшаве предоставил блок электропитания, венгерская компания SGF (при участии Аризонского университета) разработала программное обеспечение.
Руководитель проекта CaSISS — Николас Томас (англ. Nicolas Thomas) (Бернский университет, Швейцария), заместитель руководителя проекта — Габриэль Кримонезе (Astronomical Observatory, Падуя, Италия). Со стороны ЕКА работы координировал Дункан Голти (англ. Duncan Goulty).